# Asphondylia yushimai
Asphondylia yushimai är en tvåvingeart som beskrevs av Junichi Yukawa och Nami Uechi 2003. Asphondylia yushimai ingår i släktet Asphondylia och familjen gallmyggor. Inga underarter finns listade i Catalogue of Life.